# Furulund
Furulund is een plaats in de gemeente Kävlinge in Skåne de zuidelijkste provincie van Zweden. De plaats heeft 3888 inwoners (2005) en een oppervlakte van 267 hectare.